# إستونج باليستيروس
إستونج باليستيروس مواليد 28 يناير 1973 في مانيلا، هو لاعب كرة سلة فلبيني معتزل. بدأ مسيرته الاحترافية في سنة 1997. يبلغ طوله 6 قدم 5 بوصة (2.0 م). اعتزل اللعب في 2008. لعب مع باوريد تايغرز وبارانجي جينبرا سان ميغيل.